# Atractylocarpus
Atractylocarpus là một chi rêu trong họ Dicranaceae.